# Гринько, Николай Константинович
Николай Константинович Гринько (17 декабря 1928 — 5 февраля 2021) — советский и российский горный инженер. Академик Российской академии естественных наук (1994). Доктор технических наук (1987), профессор (1990). Депутат Совета Союза Верховного Совета СССР 10-11 созывов (1979—1989) от Ворошиловградской области.

## Биография
Родился 17 декабря 1928 года в деревне Мильковичи (ныне — в Белоруссии).
Окончил Ленинградский горный институт (1952). Специалист в области добычи угля и организации производства, технологии подземного способа добычи.
Трудовая деятельность:
- помощник начальника участка
- главный инженер и начальник шахтоуправления, главный инженер треста «Краснолучуголь»
- главный инженер комбината «Луганскуголь»
- заместитель министра угольной промышленности УССР (1969—1970)
- начальник Технического управления, заместитель Министра, первый заместитель Министра Министерства угольной промышленности СССР (1970—1978)
- Министр угольной промышленности УССР (1978—1986)
- Директор (1986-1989), затем — главный научный сотрудник Института горного дела им. А. А. Скочинского.
- С начала девяностых годов вёл научную работу в Московском Государственном Горном Университете, преподавал студентам старших курсов. Являлся научным руководителем при написании кандидатских и докторских диссертаций. Суммарно отработал в Горном Университете более 10 лет.
- стоит у истоков создания крупного горнодобывающего предприятия в Республики Карелия. Впоследствии при начале разработки месторождения под его руководством предприятие успешно развивается и получает неофициальное звание карьер «миллионник». В настоящий момент созданное им предприятие успешно работает.

В своей деятельности решал вопросы концентрации производства, эффективности капиталовложений, механизации производственных процессов. Под его научным руководством и при непосредственном участии проводились работы по комплексной оценке направлений развития науки и техники добычи угля, работы по созданию автоматизированной шахты глубокого заложения. Редактор и член редколлегии журнала «Уголь».

## Основные труды
- Повышение технического уровня угольной промышленности. М., 1991.
- Взгляд на уголь как источник чистой энергии // Горный вестник. 1993.